# آدریانا توربیجانو
آدریانا توربژانو گیمنز (زاده ۳ نوامبر ۱۹۹۱) یک هنرپیشه اسپانیایی است. او در سریال تلویزیونی آنتنا ۳ آنها و جنس ضعیف تر نقش ساندرا را با آنا ابره‌گن بازی کرد. از سال ۲۰۱۰ تا ۲۰۱۳ او در سریال تلویزیونی تله‌سینکو سرزمین گرگ‌ها سرزمین گرگ‌ها نقش ایزابل لوبو را بازی کرد. در سال ۲۰۱۲ او در مینی سریال تلویزیونی ال ری در نقش کنتس اولگینا دی روبیلان ظاهر شد. در سال ۲۰۱۵ او نقش سول را در El Secreto de Puente Viejo بازی کرد.

## فیلم‌شناسی

### فیلم
- La noche rota (2011) به عنوان اتوبوس چیکا
- تارد (۲۰۱۲) در نقش الا
- La madriguera (2016) در نقش کاترینا
- Luz azul (2018) به عنوان Voz Luz Azul
- شهر تفنگ (۲۰۱۸) در نقش لولا
- Mañana y siempre (2018)
- Políticamente incorrectos (2024) در نقش لورا[۵]

### تلویزیون
- La resistencia (2018)
- Capítulo 0 (2018) as Clienta
- Cuerpo de élite (2018) as Berta Capdevila
- El secreto de Puente Viejo (2015-2017) as Sol Santacruz
- El Rey (2014) as Condesa Olghina
- Ciega a citas (2014) as Beatriz
- Tierra de lobos (2010-2014) as Isabel Lobo
- Con el culo al aire (2013) as Cris
- Hospital Central (2006-2011) as Irene Valencia / Ana
- De repente, los Gómez (2009) as Cris Tamayo
- Acusados (2009) as Amiga de Patricia
- Fuera de lugar (2008) as Lucía Hidalgo
- Física o química (2008) as Cristina
- Cuéntame cómo pasó (2007) as Rosario
- El comisario (2007) as Yolanda Cobos
- C.L.A. No somos ángeles (2007) as Carlota
- Ellas y el sexo débil (2006) as Sandra
- Abuela de verano (2005) as Aurora